# ゴールデングローブ賞 脚本賞
ゴールデングローブ賞 脚本賞（Golden Globe Award for Best Screenplay）は、ゴールデングローブ賞の部門の一つ。

## 受賞者一覧
- "†" アカデミー脚本賞も受賞した作品
- "‡" アカデミー脚色賞も受賞した作品
- "§" ゴールデングローブ賞を受賞したが、アカデミー賞にはノミネートされていない作品

### 1940年代
| 年   | 作品名           | 候補者                     |
| ---- | ---------------- | -------------------------- |
| 1947 | 三十四丁目の奇蹟 | ジョージ・シートン ‡       |
| 1948 | 山河遥かなり     | リチャード・シュヴァイザー |
| 1949 | 戦場             | ロバート・ピロッシュ ‡     |
| 1949 | 欲望の砂漠       | ウォルター・ドニガー       |

### 1950年代
| 年   | 作品名                   | 候補者                                  |
| ---- | ------------------------ | --------------------------------------- |
| 1950 | イヴの総て               | ジョーゼフ・L・マンキーウィッツ ‡       |
| 1950 | アスファルト・ジャングル | ジョン・ヒューストン                    |
| 1950 | サンセット大通り         | チャールズ・ブラケット                  |
| 1951 | Bright Victory           | ロバート・バックナー §                  |
| 1952 | 五本の指                 | マイケル・ウィルソン                    |
| 1952 | 真昼の決闘               | カール・フォアマン                      |
| 1952 | The Thief                | クラレンス・グリーン                    |
| 1953 | リリー                   | ヘレン・ドイッチュ                      |
| 1954 | 麗しのサブリナ           | アーネスト・レーマン ビリー・ワイルダー |

### 1960年代
| 年   | 作品名                             | 候補者                                                     |
| ---- | ---------------------------------- | ---------------------------------------------------------- |
| 1965 | ドクトル・ジバゴ                   | ロバート・ボルト ‡                                         |
| 1965 | 華麗なる激情                       | フィリップ・ダン                                           |
| 1965 | コレクター                         | スタンリー・マン、ジョン・コーン                           |
| 1965 | いつか見た青い空                   | ガイ・グリーン                                             |
| 1965 | いのちの紐                         | スターリング・シリファント                                 |
| 1966 | わが命つきるとも                   | ロバート・ボルト ‡                                         |
| 1966 | アルフィー                         | ビル・ノートン                                             |
| 1966 | アメリカ上陸作戦                   | ウィリアム・ローズ                                         |
| 1966 | 砲艦サンパブロ                     | ロバート・アンダーソン                                     |
| 1966 | バージニア・ウルフなんかこわくない | アーネスト・レーマン                                       |
| 1967 | 夜の大捜査線                       | スターリング・シリファント ‡                               |
| 1967 | 俺たちに明日はない                 | ロバート・ベントン、デイヴィッド・ニューマン               |
| 1967 | 女狐                               | ハワード・コッチ、ルイス・ジョン・カリーノ                 |
| 1967 | 卒業                               | バック・ヘンリー、カルダー・ウィリンガム                   |
| 1967 | 招かれざる客                       | ウィリアム・ローズ †                                       |
| 1968 | まごころを君に                     | スターリング・シリファント §                               |
| 1968 | フィクサー                         | ダルトン・トランボ                                         |
| 1968 | 冬のライオン                       | ジェームズ・ゴールドマン ‡                                 |
| 1968 | プロデューサーズ                   | メル・ブルックス †                                         |
| 1968 | ローズマリーの赤ちゃん             | ロマン・ポランスキー                                       |
| 1969 | 1000日のアン                       | ブリジット・ボランド、ジョン・ヘイル、リチャード・ソコロヴ |
| 1969 | 明日に向って撃て!                  | ウィリアム・ゴールドマン †                                 |
| 1969 | 火曜日ならベルギーよ               | デヴィッド・ショウ                                         |
| 1969 | ジョンとメリー                     | ジョン・モーティマー                                       |
| 1969 | 真夜中のカーボーイ                 | ウォルド・ソルト ‡                                         |

### 1970年代
| 年   | 作品名                              | 候補者                                               |
| ---- | ----------------------------------- | ---------------------------------------------------- |
| 1970 | ある愛の詩                          | エリック・シーガル                                   |
| 1970 | ファイブ・イージー・ピーセス        | キャロル・イーストマン、ボブ・ラフェルソン           |
| 1970 | ハズバンズ                          | ジョン・カサヴェテス                                 |
| 1970 | M★A★S★H マッシュ                    | リング・ランドナー・Jr ‡                             |
| 1970 | クリスマス・キャロル                | レスリー・ブリッカス                                 |
| 1971 | ホスピタル                          | パディ・チャイエフスキー †                           |
| 1971 | フレンチ・コネクション              | アーネスト・タイディマン ‡                           |
| 1971 | コールガール                        | アンディ・ルイス、デイヴ・P・ルイス                  |
| 1971 | コッチおじさん                      | ジョン・パクストン                                   |
| 1971 | クイン・メリー/愛と悲しみの生涯     | ジョン・ヘイル                                       |
| 1972 | ゴッドファーザー                    | フランシス・フォード・コッポラ、マリオ・プーゾ ‡     |
| 1972 | お熱い夜をあなたに                  | I・A・L・ダイアモンド、ビリー・ワイルダー            |
| 1972 | キャバレー                          | ジェイ・プレッソン・アレン                           |
| 1972 | 脱出                                | ジェームズ・ディッキー                               |
| 1972 | フレンジー                          | アンソニー・シェーファー                             |
| 1972 | ふたり自身                          | ニール・サイモン                                     |
| 1973 | エクソシスト                        | ウィリアム・ピーター・ブラッティ ‡                   |
| 1973 | シンデレラ・リバティー/かぎりなき愛 | ダリル・ポニックサン                                 |
| 1973 | ジャッカルの日                      | ケネス・ロス                                         |
| 1973 | スティング                          | デヴィッド・S・ウォード †                            |
| 1973 | ウィークエンド・ラブ                | メルヴィン・フランク、ジャック・ローズ               |
| 1974 | チャイナタウン                      | ロバート・タウン †                                   |
| 1974 | カンバセーション…盗聴…              | フランシス・フォード・コッポラ                       |
| 1974 | ゴッドファーザー PART II            | フランシス・フォード・コッポラ、マリオ・プーゾ ‡     |
| 1974 | タワーリング・インフェルノ          | スターリング・シリファント                           |
| 1974 | こわれゆく女                        | ジョン・カサヴェテス                                 |
| 1975 | カッコーの巣の上で                  | ローレンス・ホーベン、ボー・ゴールドマン ‡           |
| 1975 | 狼たちの午後                        | フランク・ピアソン †                                 |
| 1975 | ジョーズ                            | ピーター・ベンチリー、カール・ゴッドリーブ           |
| 1975 | ナッシュビル                        | ジョーン・テュークスベリー                           |
| 1975 | サンシャイン・ボーイズ              | ニール・サイモン                                     |
| 1976 | ネットワーク                        | パディ・チャイエフスキー †                           |
| 1976 | 大統領の陰謀                        | ウィリアム・ゴールドマン ‡                           |
| 1976 | マラソンマン                        | ウィリアム・ゴールドマン                             |
| 1976 | ロッキー                            | シルヴェスター・スタローン                           |
| 1976 | タクシードライバー                  | ポール・シュレイダー                                 |
| 1976 | さすらいの航海                      | スティーヴ・シェイガン、デヴィッド・バトラー         |
| 1977 | グッバイガール                      | ニール・サイモン                                     |
| 1977 | 未知との遭遇                        | スティーヴン・スピルバーグ                           |
| 1977 | アニー・ホール                      | ウディ・アレン、マーシャル・ブリックマン †           |
| 1977 | ジュリア                            | アルヴィン・サージェント ‡                           |
| 1977 | 愛と喝采の日々                      | アーサー・ローレンツ                                 |
| 1978 | ミッドナイト・エクスプレス          | オリバー・ストーン ‡                                 |
| 1978 | 帰郷                                | ロバート・C・ジョーンズ、ウォルド・ソルト †          |
| 1978 | ディア・ハンター                    | デリック・ウォッシュバーン                           |
| 1978 | ファール・プレイ                    | コリン・ヒギンズ                                     |
| 1978 | インテリア                          | ウディ・アレン                                       |
| 1978 | 結婚しない女                        | ポール・マザースキー                                 |
| 1979 | クレイマー、クレイマー              | ロバート・ベントン ‡                                 |
| 1979 | チャンス                            | ジャージ・コジンスキー                               |
| 1979 | ヤング・ゼネレーション              | スティーヴ・テシック †                               |
| 1979 | チャイナ・シンドローム              | マイク・グレイ、T・S・クック、ジェームズ・ブリッジス |
| 1979 | ノーマ・レイ                        | アーヴィング・ラヴェッチ、ハリエット・フランク・Jr   |

### 1980年代
| 年   | 作品名                                     | 候補者                                                           |
| ---- | ------------------------------------------ | ---------------------------------------------------------------- |
| 1980 | トゥインクル・トゥインクル・キラー・カーン | ウィリアム・ピーター・ブラッティ §                               |
| 1980 | エレファント・マン                         | クリストファー・デヴォア、エリック・バーグレン                   |
| 1980 | 普通の人々                                 | アルヴィン・サージェント ‡                                       |
| 1980 | レイジング・ブル                           | マーディク・マーティン、ポール・シュレイダー                     |
| 1980 | スタントマン                               | ローレンス・B・マーカス                                          |
| 1981 | 黄昏                                       | アーネスト・トンプソン ‡                                         |
| 1981 | スクープ 悪意の不在                        | カート・リュードック                                             |
| 1981 | 四季                                       | アラン・アルダ                                                   |
| 1981 | フランス軍中尉の女                         | ハロルド・ピンター                                               |
| 1981 | レッズ                                     | ウォーレン・ベイティ、トレヴァー・グリフィス                     |
| 1982 | ガンジー                                   | ジョン・ブライリー †                                             |
| 1982 | E.T.                                       | メリッサ・マシスン                                               |
| 1982 | ミッシング                                 | コスタ＝ガヴラス、ドナルド・スチュワート ‡                       |
| 1982 | トッツィー                                 | ラリー・ゲルバート、マレー・シスガル                             |
| 1982 | 評決                                       | デヴィッド・マメット                                             |
| 1983 | 愛と追憶の日々                             | ジェームズ・L・ブルックス ‡                                      |
| 1983 | 再会の時                                   | バーバラ・ベネデック、ローレンス・カスダン                       |
| 1983 | ドレッサー                                 | ロナルド・ハーウッド                                             |
| 1983 | リタと大学教授                             | ウィリー・ラッセル                                               |
| 1983 | Reuben, Reuben                             | ジュリアス・J・エプスタイン                                      |
| 1984 | アマデウス                                 | ピーター・シェーファー ‡                                         |
| 1984 | キリング・フィールド                       | ブルース・ロビンソン                                             |
| 1984 | インドへの道                               | デヴィッド・リーン                                               |
| 1984 | プレイス・イン・ザ・ハート                 | ロバート・ベントン †                                             |
| 1984 | ソルジャー・ストーリー                     | チャールズ・フラー                                               |
| 1985 | カイロの紫のバラ                           | ウディ・アレン                                                   |
| 1985 | バック・トゥ・ザ・フューチャー             | ボブ・ゲイル、ロバート・ゼメキス                                 |
| 1985 | 愛と哀しみの果て                           | カート・リュードック ‡                                           |
| 1985 | 女と男の名誉                               | リチャード・コンドン、ジャネット・ローチ                         |
| 1985 | 刑事ジョン・ブック 目撃者                  | ウィリアム・ケリー、アール・W・ウォレス †                        |
| 1986 | ミッション                                 | ロバート・ボルト §                                               |
| 1986 | ブルーベルベット                           | デヴィッド・リンチ                                               |
| 1986 | ハンナとその姉妹                           | ウディ・アレン †                                                 |
| 1986 | モナリザ                                   | ニール・ジョーダン、デヴィッド・リーランド                       |
| 1986 | プラトーン                                 | オリバー・ストーン                                               |
| 1987 | ラストエンペラー                           | ベルナルド・ベルトルッチ、マーク・ペプロー、エンツォ・ウンガリ ‡ |
| 1987 | ブロードキャスト・ニュース                 | ジェームズ・L・ブルックス                                        |
| 1987 | 戦場の小さな天使たち                       | ジョン・ブアマン                                                 |
| 1987 | スリル・オブ・ゲーム                       | デヴィッド・マメット                                             |
| 1987 | 月の輝く夜に                               | ジョン・パトリック・シャンリィ †                                 |
| 1988 | 旅立ちの時                                 | ナオミ・フォナー                                                 |
| 1988 | A Cry in the Dark                          | ロバート・キャスウェル、フレッド・スケピシ                       |
| 1988 | ミシシッピー・バーニング                   | クリス・ジェロルモ                                               |
| 1988 | レインマン                                 | ロナルド・バス、バリー・モロー †                                 |
| 1988 | ワーキング・ガール                         | ケビン・ウェイド                                                 |
| 1989 | 7月4日に生まれて                           | オリバー・ストーン、ロン・コーヴィック                           |
| 1989 | いまを生きる                               | トム・シュルマン †                                               |
| 1989 | ドゥ・ザ・ライト・シング                   | スパイク・リー                                                   |
| 1989 | グローリー                                 | ケヴィン・ジャール                                               |
| 1989 | セックスと嘘とビデオテープ                 | スティーヴン・ソダーバーグ                                       |
| 1989 | 恋人たちの予感                             | ノーラ・エフロン                                                 |

### 1990年代
| 年   | 作品名                              | 候補者                                             |
| ---- | ----------------------------------- | -------------------------------------------------- |
| 1990 | ダンス・ウィズ・ウルブズ            | マイケル・ブレイク ‡                               |
| 1990 | わが心のボルチモア                  | バリー・レヴィンソン                               |
| 1990 | ゴッドファーザー PART III           | フランシス・フォード・コッポラ、マリオ・プーゾ     |
| 1990 | グッドフェローズ                    | ニコラス・ピレッジ、マーティン・スコセッシ         |
| 1990 | 運命の逆転                          | ニコラス・カザン                                   |
| 1991 | テルマ&ルイーズ                     | カーリー・クーリ †                                 |
| 1991 | バグジー                            | ジェームズ・トバック                               |
| 1991 | わが街                              | ローレンス・カスダン、メグ・カスダン               |
| 1991 | JFK                                 | ザカリー・スクラー、オリバー・ストーン             |
| 1991 | 羊たちの沈黙                        | テッド・タリー ‡                                   |
| 1992 | セント・オブ・ウーマン/夢の香り     | ボー・ゴールドマン                                 |
| 1992 | ア・フュー・グッドメン              | アーロン・ソーキン                                 |
| 1992 | ハワーズ・エンド                    | ルース・プラワー・ジャブヴァーラ ‡                 |
| 1992 | ザ・プレイヤー                      | マイケル・トルキン                                 |
| 1992 | 許されざる者                        | デヴィッド・ピープルズ                             |
| 1993 | シンドラーのリスト                  | スティーヴン・ザイリアン ‡                         |
| 1993 | フィラデルフィア                    | ロン・ナイスワーナー                               |
| 1993 | ピアノ・レッスン                    | ジェーン・カンピオン †                             |
| 1993 | 日の名残り                          | ルース・プラワー・ジャブヴァーラ                   |
| 1993 | ショート・カッツ                    | ロバート・アルトマン、フランク・バーハイト         |
| 1994 | パルプ・フィクション                | クエンティン・タランティーノ †                     |
| 1994 | フォレスト・ガンプ/一期一会         | エリック・ロス ‡                                   |
| 1994 | フォー・ウェディング                | リチャード・カーティス                             |
| 1994 | クイズ・ショウ                      | ポール・アタナシオ                                 |
| 1994 | ショーシャンクの空に                | フランク・ダラボン                                 |
| 1995 | いつか晴れた日に                    | エマ・トンプソン ‡                                 |
| 1995 | アメリカン・プレジデント            | アーロン・ソーキン                                 |
| 1995 | ブレイブハート                      | ランダル・ウォレス                                 |
| 1995 | デッドマン・ウォーキング            | ティム・ロビンス                                   |
| 1995 | ゲット・ショーティ                  | スコット・フランク                                 |
| 1995 | 陽のあたる教室                      | パトリック・シーン・ダンカン                       |
| 1996 | ラリー・フリント                    | スコット・アレクサンダー、ラリー・カラゼウスキー § |
| 1996 | イングリッシュ・ペイシェント        | アンソニー・ミンゲラ                               |
| 1996 | ファーゴ                            | イーサン&ジョエル・コーエン †                      |
| 1996 | 真実の囁き                          | ジョン・セイルズ                                   |
| 1996 | シャイン                            | ジャン・サーディ                                   |
| 1997 | グッド・ウィル・ハンティング/旅立ち | ベン・アフレック、マット・デイモン †               |
| 1997 | 恋愛小説家                          | マーク・アンドラス、ジェームズ・L・ブルックス      |
| 1997 | L.A.コンフィデンシャル              | カーティス・ハンソン、ブライアン・ヘルゲランド ‡   |
| 1997 | タイタニック                        | ジェームズ・キャメロン                             |
| 1997 | ウワサの真相/ワグ・ザ・ドッグ       | ヒラリー・ヘンキン、デヴィッド・マメット           |
| 1998 | 恋におちたシェイクスピア            | マーク・ノーマン、トム・ストッパード †             |
| 1998 | ブルワース                          | ウォーレン・ベイティ、ジェレミー・ピクサー         |
| 1998 | ハピネス                            | トッド・ソロンズ                                   |
| 1998 | プライベート・ライアン              | ロバート・ロダット                                 |
| 1998 | トゥルーマン・ショー                | アンドリュー・ニコル                               |
| 1999 | アメリカン・ビューティー            | アラン・ボール †                                   |
| 1999 | マルコヴィッチの穴                  | チャーリー・カウフマン                             |
| 1999 | サイダーハウス・ルール              | ジョン・アーヴィング ‡                             |
| 1999 | インサイダー                        | マイケル・マン、エリック・ロス                     |
| 1999 | シックス・センス                    | M・ナイト・シャマラン                              |

### 2000年代
| 年   | 作品名                              | 候補者                                                         |
| ---- | ----------------------------------- | -------------------------------------------------------------- |
| 2000 | トラフィック                        | スティーヴン・ギャガン ‡                                       |
| 2000 | あの頃ペニー・レインと              | キャメロン・クロウ †                                           |
| 2000 | クイルズ                            | ダグ・ライト                                                   |
| 2000 | ワンダー・ボーイズ                  | スティーヴ・クローヴス                                         |
| 2000 | ユー・キャン・カウント・オン・ミー  | ケネス・ロナーガン                                             |
| 2001 | ビューティフル・マインド            | アキヴァ・ゴールズマン ‡                                       |
| 2001 | ゴスフォード・パーク                | ジュリアン・フェロウズ †                                       |
| 2001 | バーバー                            | イーサン&ジョエル・コーエン                                    |
| 2001 | メメント                            | クリストファー・ノーラン                                       |
| 2001 | マルホランド・ドライブ              | デヴィッド・リンチ                                             |
| 2002 | アバウト・シュミット                | アレクサンダー・ペイン、ジム・テイラー §                       |
| 2002 | アダプテーション                    | チャーリー・カウフマン、ドナルド・カウフマン                   |
| 2002 | シカゴ                              | ビル・コンドン                                                 |
| 2002 | エデンより彼方に                    | トッド・ヘインズ                                               |
| 2002 | めぐりあう時間たち                  | デヴィッド・ヘアー                                             |
| 2003 | ロスト・イン・トランスレーション    | ソフィア・コッポラ †                                           |
| 2003 | コールド マウンテン                 | アンソニー・ミンゲラ                                           |
| 2003 | イン・アメリカ/三つの小さな願いごと | ジム・シェリダン、カースティン・シェルダン、ナオミ・シェリダン |
| 2003 | ラブ・アクチュアリー                | リチャード・カーティス                                         |
| 2003 | ミスティック・リバー                | ブライアン・ヘルゲランド                                       |
| 2004 | サイドウェイ                        | アレクサンダー・ペイン、ジム・テイラー ‡                       |
| 2004 | アビエイター                        | ジョン・ローガン                                               |
| 2004 | クローサー                          | パトリック・マーバー                                           |
| 2004 | エターナル・サンシャイン            | チャーリー・カウフマン †                                       |
| 2004 | ネバーランド                        | デヴィッド・マギー                                             |
| 2005 | ブロークバック・マウンテン          | ラリー・マクマートリー、ダイアナ・オサナ ‡                     |
| 2005 | クラッシュ                          | ポール・ハギス、ボビー・モレスコ †                             |
| 2005 | グッドナイト&グッドラック           | ジョージ・クルーニー、グラント・ヘスロヴ                       |
| 2005 | マッチポイント                      | ウディ・アレン                                                 |
| 2005 | ミュンヘン                          | トニー・クシュナー、エリック・ロス                             |
| 2006 | クィーン                            | ピーター・モーガン                                             |
| 2006 | バベル                              | ギジェルモ・アリアガ                                           |
| 2006 | ディパーテッド                      | ウィリアム・モナハン ‡                                         |
| 2006 | リトル・チルドレン                  | トッド・フィールド、トム・ペロッタ                             |
| 2006 | あるスキャンダルについての覚え書き  | パトリック・マーバー                                           |
| 2007 | ノーカントリー                      | イーサン&ジョエル・コーエン ‡                                  |
| 2007 | つぐない                            | クリストファー・ハンプトン                                     |
| 2007 | チャーリー・ウィルソンズ・ウォー    | アーロン・ソーキン                                             |
| 2007 | 潜水服は蝶の夢を見る                | ロナルド・ハーウッド                                           |
| 2007 | JUNO/ジュノ                         | ディアブロ・コーディ †                                         |
| 2008 | スラムドッグ$ミリオネア             | サイモン・ボーファイ ‡                                         |
| 2008 | ベンジャミン・バトン 数奇な人生     | エリック・ロス                                                 |
| 2008 | ダウト〜あるカトリック学校で〜      | ジョン・パトリック・シャンリィ                                 |
| 2008 | フロスト×ニクソン                   | ピーター・モーガン                                             |
| 2008 | 愛を読むひと                        | デヴィッド・ヘアー                                             |
| 2009 | マイレージ、マイライフ              | ジェイソン・ライトマン、シェルドン・ターナー                   |
| 2009 | 第9地区                             | ニール・ブロムカンプ、テリー・タッチェル                       |
| 2009 | ハート・ロッカー                    | マーク・ボール †                                               |
| 2009 | イングロリアス・バスターズ          | クエンティン・タランティーノ                                   |
| 2009 | 恋するベーカリー                    | ナンシー・マイヤーズ                                           |

### 2010年代
| 年   | 作品名                                            | 候補者 |
| ---- | ------------------------------------------------- | --- |
| 2010 | ソーシャル・ネットワーク                          | アーロン・ソーキン ‡                                                                                                 |
| 2010 | 127時間                                           | サイモン・ボーファイ、ダニー・ボイル                                                                                 |
| 2010 | インセプション                                    | クリストファー・ノーラン                                                                                             |
| 2010 | キッズ・オールライト                              | リサ・チョロデンコ、スチュアート・ブルムバーグ                                                                       |
| 2010 | 英国王のスピーチ                                  | デヴィッド・サイドラー †                                                                                             |
| 2011 | ミッドナイト・イン・パリ                          | ウディ・アレン † |
| 2011 | アーティスト                                      | ミシェル・アザナヴィシウス                                                                                           |
| 2011 | ファミリー・ツリー                                | アレクサンダー・ペイン、ジム・ラッシュ、ナット・ファクソン ‡                                                         |
| 2011 | スーパー・チューズデー 〜正義を売った日〜         | ジョージ・クルーニー、グラント・ヘスロヴ、ボー・ウィリモン                                                           |
| 2011 | マネーボール                                      | スティーヴン・ザイリアン、アーロン・ソーキン                                                                         |
| 2012 | ジャンゴ 繋がれざる者                             | クエンティン・タランティーノ †                                                                                       |
| 2012 | アルゴ                                            | クリス・テリオ ‡ |
| 2012 | リンカーン                                        | トニー・クシュナー                                                                                                   |
| 2012 | 世界にひとつのプレイブック                        | デヴィッド・O・ラッセル                                                                                              |
| 2012 | ゼロ・ダーク・サーティ                            | マーク・ボール |
| 2013 | her/世界でひとつの彼女                            | スパイク・ジョーンズ †                                                                                               |
| 2013 | アメリカン・ハッスル                              | デヴィッド・O・ラッセル、エリック・ウォーレン・シンガー                                                              |
| 2013 | ネブラスカ ふたつの心をつなぐ旅                   | ボブ・ネルソン |
| 2013 | それでも夜は明ける                                | ジョン・リドリー ‡                                                                                                   |
| 2013 | あなたを抱きしめる日まで                          | スティーヴ・クーガン、ジェフ・ポープ                                                                                 |
| 2014 | バードマン あるいは（無知がもたらす予期せぬ奇跡） | アレハンドロ・ゴンサレス・イニャリトゥ、ニコラス・ジャコボーン、アレクサンダー・ディネラリス・Jr、アーマンド・ボー † |
| 2014 | グランド・ブダペスト・ホテル                      | ウェス・アンダーソン                                                                                                 |
| 2014 | ゴーン・ガール                                    | ギリアン・フリン |
| 2014 | 6才のボクが、大人になるまで。                     | リチャード・リンクレイター                                                                                           |
| 2014 | イミテーション・ゲーム/エニグマと天才数学者の秘密 | グレアム・ムーア ‡                                                                                                   |
| 2015 | スティーブ・ジョブズ                              | アーロン・ソーキン §                                                                                                 |
| 2015 | ルーム                                            | エマ・ドナヒュー |
| 2015 | スポットライト 世紀のスクープ                     | トム・マッカーシー、ジョシュ・シンガー †                                                                             |
| 2015 | マネー・ショート 華麗なる大逆転                   | チャールズ・ランドルフ、アダム・マッケイ ‡                                                                           |
| 2015 | ヘイトフル・エイト                                | クエンティン・タランティーノ                                                                                         |
| 2016 | ラ・ラ・ランド                                    | デイミアン・チャゼル                                                                                                 |
| 2016 | ノクターナル・アニマルズ                          | トム・フォード |
| 2016 | ムーンライト                                      | バリー・ジェンキンス ‡                                                                                               |
| 2016 | マンチェスター・バイ・ザ・シー                    | ケネス・ロナーガン †                                                                                                 |
| 2016 | 最後の追跡                                        | テイラー・シェリダン                                                                                                 |
| 2017 | スリー・ビルボード                                | マーティン・マクドナー                                                                                               |
| 2017 | シェイプ・オブ・ウォーター                        | ギレルモ・デル・トロ、ヴァネッサ・テイラー                                                                           |
| 2017 | レディ・バード                                    | グレタ・ガーウィグ                                                                                                   |
| 2017 | ペンタゴン・ペーパーズ/最高機密文書               | リズ・ハンナ、ジョシュ・シンガー                                                                                     |
| 2017 | モリーズ・ゲーム                                  | アーロン・ソーキン                                                                                                   |
| 2018 | グリーンブック                                    | ニック・ヴァレロンガ、ブライアン・ヘイズ・カリー、ピーター・ファレリー †                                             |
| 2018 | ROMA/ローマ                                       | アルフォンソ・キュアロン                                                                                             |
| 2018 | 女王陛下のお気に入り                              | デボラ・デイヴィス、トニー・マクナマラ                                                                               |
| 2018 | ビール・ストリートの恋人たち                      | バリー・ジェンキンス                                                                                                 |
| 2018 | バイス                                            | アダム・マッケイ |
| 2019 | ワンス・アポン・ア・タイム・イン・ハリウッド      | クエンティン・タランティーノ                                                                                         |
| 2019 | アイリッシュマン                                  | スティーヴン・ザイリアン                                                                                             |
| 2019 | マリッジ・ストーリー                              | ノア・バームバック                                                                                                   |
| 2019 | パラサイト 半地下の家族                           | ポン・ジュノ、ハン・チンウォン †                                                                                     |
| 2019 | 2人のローマ教皇                                   | アンソニー・マクカーテン                                                                                             |

### 2020年代
| 年   | 作品名                                             | 候補者                                                                     |
| ---- | -------------------------------------------------- | -------------------------------------------------------------------------- |
| 2020 | シカゴ7裁判                                        | アーロン・ソーキン                                                         |
| 2020 | プロミシング・ヤング・ウーマン                     | エメラルド・フェネル                                                       |
| 2020 | Mank/マンク                                        | ジャック・フィンチャー (死後候補)                                          |
| 2020 | ファーザー                                         | フローリアン・ゼレール、クリストファー・ハンプトン                         |
| 2020 | ノマドランド                                       | クロエ・ジャオ                                                             |
| 2021 | ベルファスト                                       | ケネス・ブラナー                                                           |
| 2021 | リコリス・ピザ                                     | ポール・トーマス・アンダーソン                                             |
| 2021 | パワー・オブ・ザ・ドッグ                           | ジェーン・カンピオン                                                       |
| 2021 | ドント・ルック・アップ                             | アダム・マッケイ                                                           |
| 2021 | 愛すべき夫妻の秘密                                 | アーロン・ソーキン                                                         |
| 2022 | イニシェリン島の精霊                               | マーティン・マクドナー                                                     |
| 2022 | TAR/ター                                           | トッド・フィールド                                                         |
| 2022 | エブリシング・エブリウェア・オール・アット・ワンス | ダニエル・クワン、ダニエル・シャイナート                                   |
| 2022 | ウーマン・トーキング 私たちの選択                  | サラ・ポーリー                                                             |
| 2022 | フェイブルマンズ                                   | スティーヴン・スピルバーグ、トニー・クシュナー                             |
| 2023 | 落下の解剖学                                       | ジュスティーヌ・トリエ、アルチュール・アラリ                               |
| 2023 | バービー                                           | グレタ・ガーウィグ、ノア・バームバック                                     |
| 2023 | オッペンハイマー                                   | クリストファー・ノーラン                                                   |
| 2023 | キラーズ・オブ・ザ・フラワームーン                 | エリック・ロス、マーティン・スコセッシ                                     |
| 2023 | パスト ライブス/再会                               | Celine Song                                                                |
| 2023 | 哀れなるものたち                                   | トニー・マクナマラ                                                         |
| 2024 | 教皇選挙                                           | ピーター・ストローハン                                                     |
| 2024 | エミリア・ペレス                                   | ジャック・オーディアール、レア・ミシウス、ニコラ・リベッキ、トマ・ビデガン |
| 2024 | ANORA アノーラ                                     | ショーン・ベイカー                                                         |
| 2024 | ブルータリスト                                     | ブラディ・コーベット、モナ・ファストヴォールド                             |
| 2024 | リアル・ペイン〜心の旅〜                           | ジェシー・アイゼンバーグ                                                   |
| 2024 | サブスタンス                                       | コラリー・ファルジャン                                                     |